# Matagalls
El Matagalls és una muntanya de 1.698 metres del massís del Montseny que es troba entre els municipis del Brull i Viladrau a Osona, i el del Montseny al Vallès Oriental.
Al cim s'hi pot trobar un vèrtex geodèsic (referència 294106001), juntament amb una creu de dimensions considerables, dedicada a Mossèn Cinto Verdaguer. En aquesta creu, entre altres plaques, n'hi ha una en record del també mossèn Jaume Oliveras i Brossa, excursionista, en memòria de qui es creà la Travessa Matagalls-Montserrat. Aquesta cursa de resistència, en un primer moment, sortia des d'aquest punt, però d'uns anys cap aquí comença primer al Coll Formic i actualment al nucli del Brull.
Des del cim del Matagalls podem contemplar moltes muntanyes dels Pirineus, d'entre les quals el Cadí, el Puigmal, el Puigllançada o el Canigó. També es pot veure una gran part de les serralada Litoral i la serralada Prelitoral (Collserola, Montnegre i el Corredor, Sant Llorenç del Munt, el Garraf...) Es pot observar la plana de Vic i moltes muntanyes dels prepirineus, com el Montsec, les Guilleries, el Pedraforca i fins i tot en un dia clar i sense núvols es poden albirar les Illes Balears.
Aquest cim està inclòs al llistat dels 100 cims de la FEEC.

## Rutes
Per ponent l'accés més habitual s'inicia al Coll Formic, en un itinerari bàsicament descobert d'arbres. Pel cantó de llevant la pujada més típica comença a Sant Marçal i també és força concorreguda la que s'inicia al Coll de Bordoriol, totes dues sota una bonica fageda.

### Coll Formic- Creu de Matagalls
És l'ascensió més curta i fàcil a la Creu de Matagalls. Se salva un desnivell de 553 metres i es pot fer amb una hora i quart. Si el dia és clar, hi ha unes vistes panoràmiques molt grans. És la ruta més tradicional i freqüentada. Comença a Coll Formic (1145 m) i en 2 minuts s'arriba a una creu que commemora la mort de 110 liberals. Es passa a prop de la masia de Santandreu de la Castanya (1215 m). Quan portem una mitja hora de camí, passem pel Pla de la Barraca (1370 m) i un quart d'hora després passem pel Turó Gros (1525 m). Més tard passem pel Collet de l'Estanyol (1530 m) i pel Collet dels Llops (1569 m).

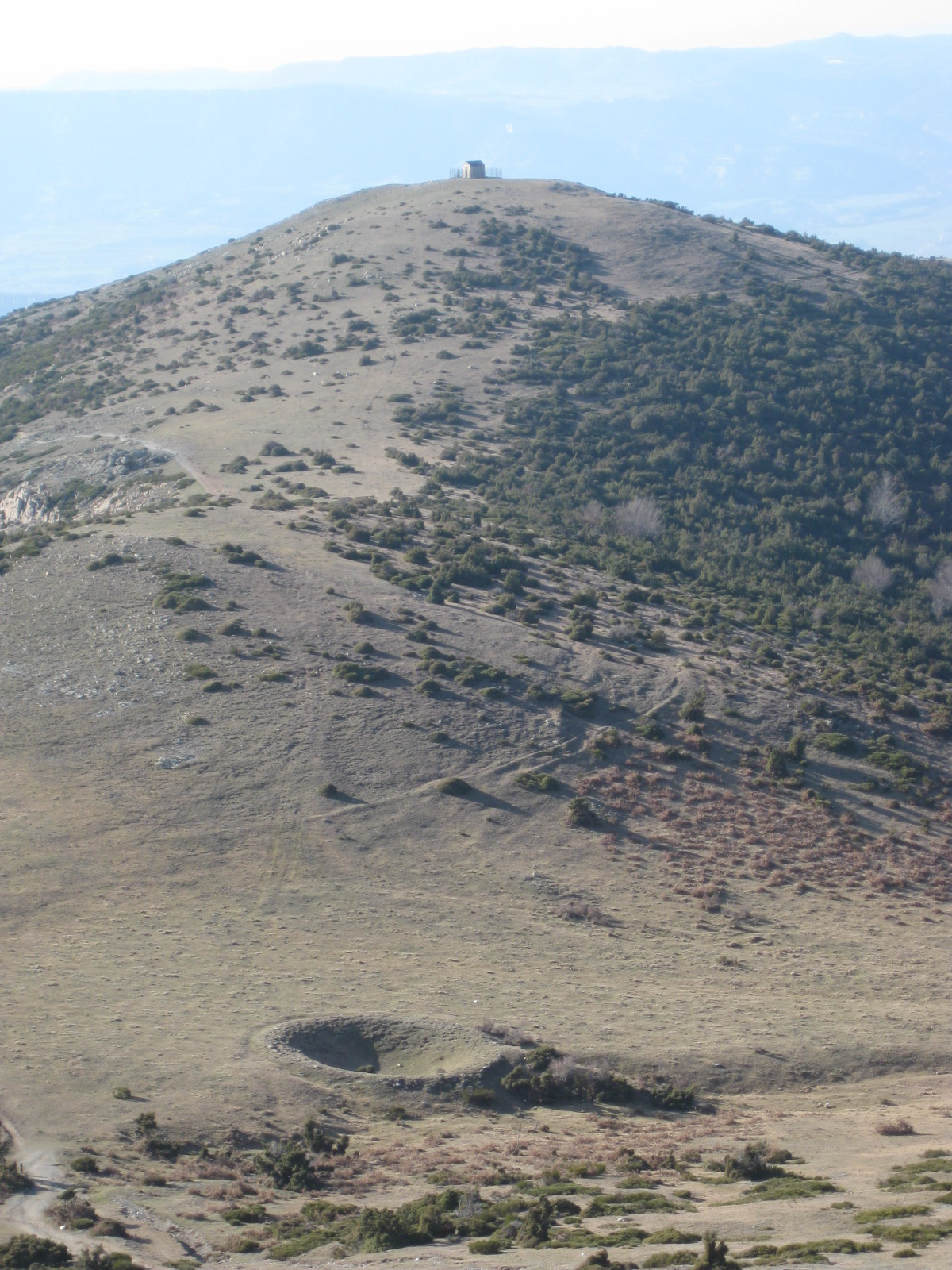
Pou de glaç del Matagalls

Al coll del Pla de la Barraca, és on hi ha les restes d'un pou de glaç. Aquest és un dels antics dipòsits de neu que diuen molt de l'activitat sobre la conservació i el comerç del gel del Montseny.

### Ruta des de Sant Segimon
Des del Santuari de Sant Segimon (1230 m) també es pot accedir al cim del Matagalls. Aquesta ruta està senyalitzada amb el PR C-205. El camí està en pitjor estat, ja que no és tan freqüentat. Es passa pel Coll de Saprunera (1396 m), pel Pla dels Ginebres (1500 m) i pel Collet de la Font de Matagalls (1561 m). A 1555 m passem per la Font de Matagalls, que raja dins un cobert d'obra. Abans d'arribar al cim passem pel Collet del Prat Xic (1590 m) i pel Pla de les Saleres o les Saleres Velles (1645 m).

## Aplec de Matagalls
Cada any se celebra un aplec popular, el segon diumenge de juliol. L'any 2021 es va celebrar la 71a edició.

## Determinació de la longitud del metre
Aquest cim va formar part de la colla de vèrtexs on es van prendre dades i s'hi van fer triangulacions, a finals del Segle XVIII, per mesurar amb precisió el meridià terrestre que passa per Dunkerque, París i Barcelona. Això va permetre determinar la longitud del metre.